# Catolicismo de esquerda (Alemanha)
Na primeira metade do século XX, linkskatholizismus (catolicismo de esquerda) foi o termo usado para descrever as correntes dentro do catolicismo político alemão que se posicionaram à esquerda do espectro político.

## Império Alemão (1871–1918)
Sob a influência do trabalho caritativo e jornalístico do "bispo dos trabalhadores" Wilhelm Emmanuel von Ketteler e Adolph Kolping, os clérigos Franz Hitze e Wilhelm Hohoff trabalharam para que a Igreja Católica e o Estado tomassem medidas voltadas à melhoria das condições de vida dos trabalhadores.
Hitze (1851-1921) foi um deputado no Paralamento Alemão (Reichstag (Império Alemão)), onde defendeu a adoção de políticas sociais.
Hohoff (1848-1923), conhecido como o "Pastor Vermelho", representou a visão de que alguns aspectos do marxismo eram compatíveis com o cristianismo

## República de Weimar 1918–1933
Em 1918, com advento da República de Weimar, as entidades católicas recuperaram mais liberdade. Nesse contexto, surgiram grupos como o "Friedensbund Deutscher Katholiken" (Associação dos Católicos Alemães pela Paz), que existiu entre 1919 e 1933.
Também surgiram grupos com posições socialistas, como a "Bund der katholischen Sozialisten" (Liga dos Católicos Socialistas), que, entre 1929 e 1930, publicou a "Das Rote Blatt der katholischen Sozialisten" (A Folha Vermelha dos Socialistas Católicos). Suas principais figuras incluíram sindicalistas cristãos como Heinrich Mertens e Ernst Michel.
Também existiu o jornal "Rhein-Mainische Volkszeitung", do qual participavam jornalistas cristãos como Friedrich Dessauer, Heinrich Scharp e Walter Dirks.
Em 1920, os católicos de esquerda fundaram o Christlich-Soziale Reichspartei (Partido Social Cristão), que, a partir de 1931, passou a ser denominado como: "Arbeiter- und Bauernpartei Deutschlands" (ABPD) (Partido dos Trabalhadores e Camponeses da Alemanha).
Outros importantes fatos relacionados aos católicos de esquerda na Alemanha foram obras publicadas por Ernst Michel  e Theodor Steinbüchel.
Os católicos de esquerda também atuaram no setor mais a esquerda do Partido de Centro.
A repressão durante a era nazista (1933-1945) inviabilizou quase todas as atividades dos católicos de esquerda.

## A partir de 1945
Diversos católicos de esquerda participaram da fundação da União Democrata-Cristã (CDU) e da União Social-Cristã (CSU), mas sua influência foi reduzida nessas organizações com a hegemonia dos setores mais conservadores liderados por Konrad Adenauer.
Em 1946, for fundada a "Christlich-Demokratische Arbeitnehmerschaft" (Força de Trabalho Cristã Democrata), que passou a aglutinar os setores mais a esquerda dentro da CDU.
A participação dos católicos no Partido Social-Democrata da Alemanha (SPD) era muito restrita, devido à forte postura antimarxista da Igreja Católica, até o papado de João XXIII, que iniciou um processo de mitigação dessa postura.